# اجابوماناهالی
اجابوماناهالی (به انگلیسی: Ajjabommanahalli) یک روستا در هند است که در کارناتاکا واقع شده‌است.